# Yonekura Satonori
Yonekura Satonori est un nom japonais traditionnel ; le nom de famille (ou le nom d'école), Yonekura, précède donc le prénom (ou le nom d'artiste).
Yonekura Satonori (米倉里矩, 13 septembre 1733-12 avril 1749) est le 2e daimyō du domaine de Mutsuura dans la province de Musashi au sud du Honshū au Japon (aujourd'hui l'arrondissement Kanazawa-ku de Yokohama, préfecture de Kanagawa) et le 5e chef du clan Yonekura. Son titre de courtoisie est Tango-no-kami.

## Biographie
Yonekura Satonori est le fils ainé de Yonekura Tadasuke, 1er daimyō du domaine de Mutsuura. Il lui succède à la tête du clan Yonekura et en tant que daimyō du domaine de Mutsuura à l'âge de deux ans, à la mort de son père en 1735. Dans la crainte que le domaine soit supprimé, ses serviteurs déclarent aux inspecteur du shogunat l'âge de neuf ans pour Satonori. Cette tromperie est bientôt découverte et les serviteurs sont punis. En raison de son jeune âge, le shogunat Tokugawa désigne Yanagisawa Yoshikira, daimyō du domaine de Koriyama dans la province de Yamato pour être son tuteur. Yonekura Satonori est reçu en audience formelle par le shogun Tokugawa Ieshige en mars 1746, mais tombe malade et meurt quelques jours plus tard.
Yonekura Satonori décède sans héritiers. Sa tombe se trouve au Hase-dera, temple du clan situé dans l'arrondissement de Shibuya à Tokyo.

## Source de la traduction
- (en) Cet article est partiellement ou en totalité issu de l’article de Wikipédia en anglais intitulé « Yonekura Satonori » (voir la liste des auteurs).